# Petr Biron
Petr Biron (německy Peter von Biron, 15. února 1724, Mitava – 13. ledna 1800, Gellenau, Kladské hrabství) byl říšský hrabě, vévoda kuronský a zemgalský v letech 1769–1795 a vévoda zaháňský v letech 1786–1800. Byl majitelem Náchodského panství ve východních Čechách.

## Biografie

### Původ, mládí
Petr Biron se narodil jako nejstarší syn favorita a rádce ruské carevny Anny Ivanovny, Arnošta Jana Birona a jeho manželky Benigny Gottlieby von Trotha. Mládí prožil v Petrohradu. V roce 1735 byl vybrán za manžela carevniny sestřenice Anny Leopoldovny, plány však překazila dvorská intrika Artemije Volynského, která ovšem směřovala proti jeho otci. V roce 1740, po smrti Anny Ivanovny a palácovém převratu, kterým se Anna Leopoldovna zmocnila vlády ve jménu svého syna Ivana VI., byl spolu s rodiči poslán do vyhnanství na Sibiř. Zde rodina pobývala do té doby, než vládu převzala (dalším palácovým převratem) druhorozená dcera Petra Velikého Alžběta I. Petrovna; ta vyhnanství zmírnila na domácí vězení a rodina dlela v Jaroslavli na Volze. Až Alžbětin následník Petr III. dovolil v roce 1762 Arnoštovi Janu Bironovi vrátit se do Petrohradu, vrátil mu dokonce i úřady a jeho řády; to znamenalo obrat v životě i jeho syna Petra, kterému byla udělena hodnost generálmajora jízdy.

### Vévoda kuronský a zemgalský

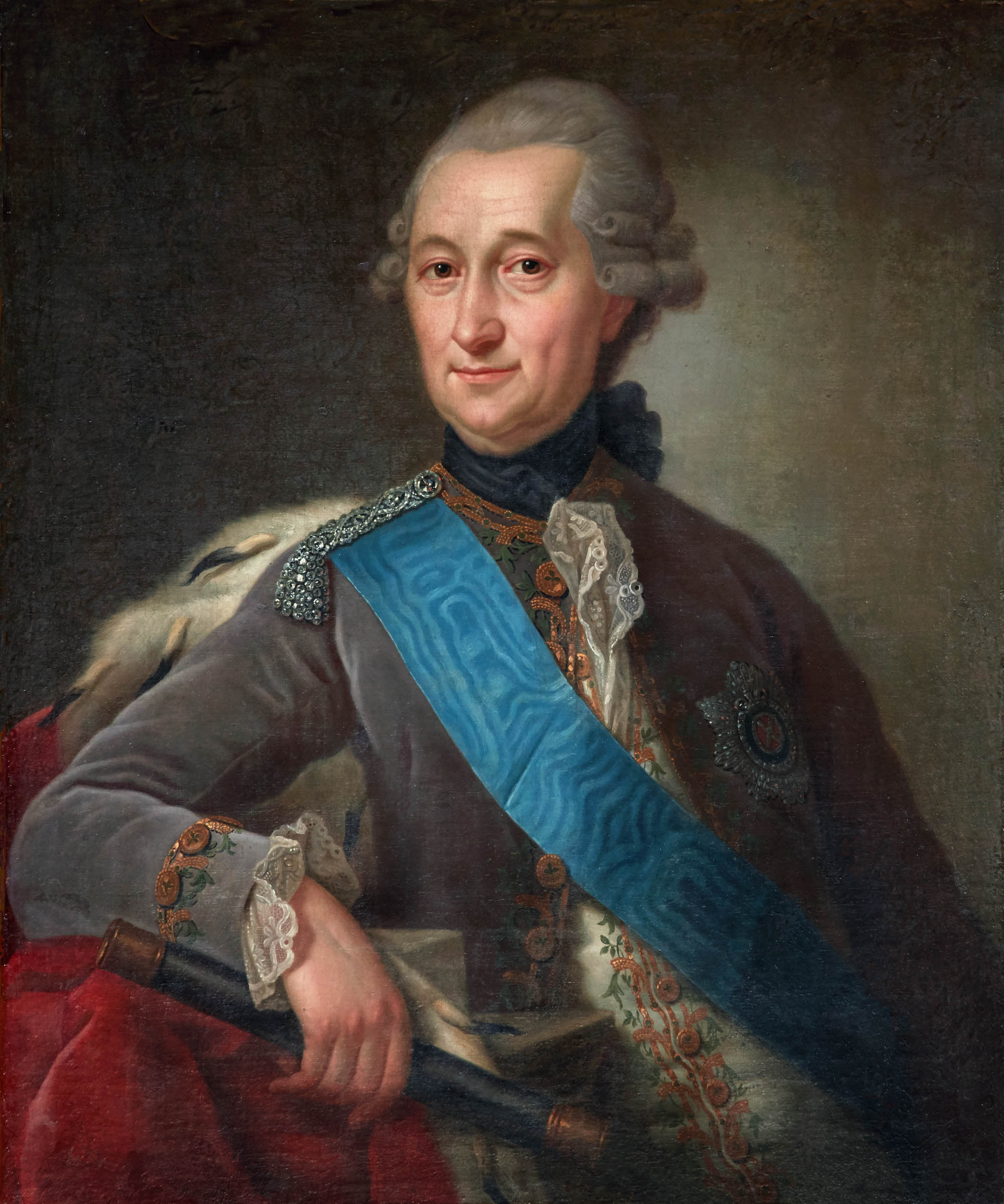
Portrét Petra Birona z roku 1782 od Friedricha Hartmanna Barisiena

Po návratu Arnošta Jana Birona na trůn Kuronska a Zemgale v roce 1763 se Petr Biron stal jeho následníkem a převzal regentství. V roce 1764 složil lenní slib polskému králi Stanislavu II. Augustovi.
Petr Biron převzal vládu nad vévodstvím formálně až v roce 1769 po otcově abdikaci, titul vévody získal v roce 1772. Jeho působení jako vévody kuronského bylo málo zdařilé, vedl nestabilní a neúspěšnou politiku. Jeho osobní majetek však tím dlouhou dobu neutrpěl. Dědictvím získal sycovské panství (německy Polnisch-Wartenberg, později Groß Wartenberg) a stal se i vlastníkem velkých statků ve Slezsku a v Čechách. K nim postupně přikoupil další rozsáhlé majetky:
- 1782 Kuronský palác v Berlíně v ulici Unter den Linden.
- 1785 zámek Friedrichsfelde u Berlína.
- 1786 koupil od knížete Josefa Františka Maxmiliána Lobkovice Zaháňské vévodství ve Slezsku; zaháňský zámek nechal v letech 1792–1796 rozsáhle renovovat.
- 1787 panství Deutsch Wartenberg v kraji Zelená Hora.
- 1788 panství Nettkow tamtéž.
- 1792 panství Náchod v Čechách.

Mnoho času trávil vévoda Biron se svou o 37 let mladší manželkou, říšskou hraběnkou z kuronské šlechty Dorotheou von Medem, na cestách v zahraničí. Správu země ponechal v rukou pověřených správců, kteří ovšem zemi vedli spíše ke svému než k jejímu prospěchu a prospěchu vévody. Rozpory mezi vévodou Bironem a správci na sebe nenechaly dlouho čekat; k jejich urovnání se do Kuronska vrátila Dorothea von Medem, jež byla stavy požádána o převzetí regentství za svého manžela.
Do osudu vévody Petra Birona zasáhla také expanzívní politika tehdejších okolních velmocí, která vyústila v dělení Polska, které probíhalo v letech 1772–1795. Prusko, Rakousko a Ruské impérium si mezi sebe ve třech etapách nakonec rozdělily celé území bývalé Polsko-litevské unie. Tím se Bironovo vévodství dostalo do mocenské sféry Ruska. Nespokojenost kuronských stavů s panováním vévody vyústila v poselství jeho dvořanů do Petrohradu. Carevna Kateřina II. Veliká byla nespokojená s Bironovými trvajícími vztahy s Pruskem a převzala roli prostředníka mezi kuronskými stavy a vévodou. Petr Biron se nakonec roku 1795 rozhodl vzdát kuronského vévodství a převést je Ruskému impériu. Výměnou za svou abdikaci obdržel od Ruska vysokou doživotní státní rentu ve výši 100 000 tolarů a jednorázovou kompenzaci za pozbyté majetky ve výši 2 milionů rublů. Po podpisu příslušných dokumentů odjel 22. června 1795 z Petrohradu. Od té doby žil převážně na území Pruska, střídavě v Berlíně a na svých slezských statcích.

### Kníže zaháňský

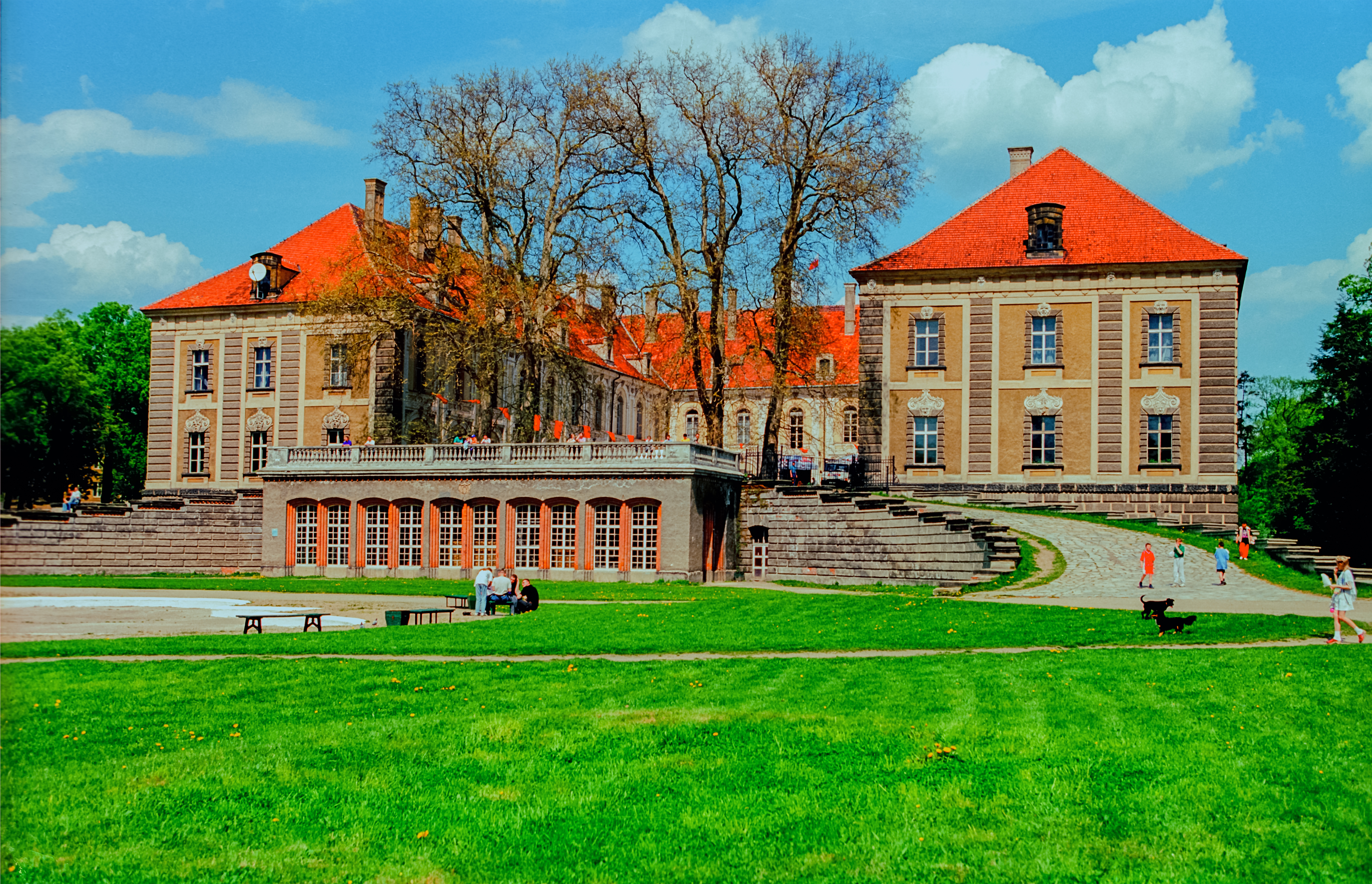
Zámek v Zaháni

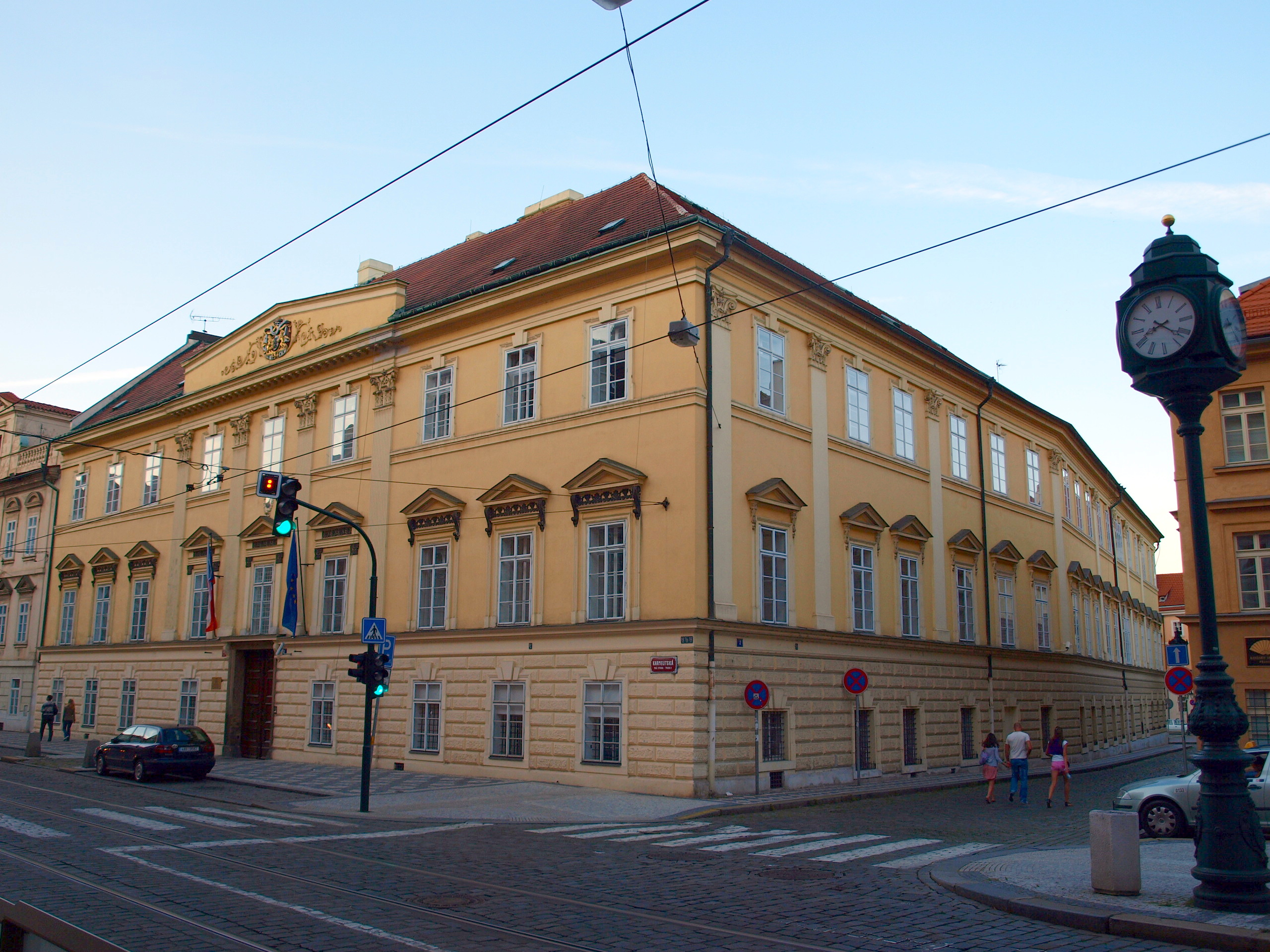
Rohanský (Kuronský) palác na Malé Straně v Praze na nároží Karmelitské a Harantovy

Po přesídlení z Kuronska nakoupil ještě další nemovitosti:
- 1796 Černínský palác v Karmelitské ulici v Praze (dnes Rohanský palác),
- 1798 panství Hohlstein (Skała) v okrese Lwówek Śląski,
- 1798 panství Chvalkovice, které spojil s Náchodským panstvím

Poslední léta života trávil Petr na svých majetcích ve Slezsku. Pobýval především v Zaháni, z níž učinil půvabnou rezidenci. Byl milovníkem hudby a umění i jeho mecenášem, sbíral obrazy, držel si dvorní kapelu a divadlo. Ve vztahu k poddaným byl pokrokový; v Mitavě založil gymnázium, na svém náchodském panství podporoval zakládání vesnických škol a poddaným ulehčoval v robotě.
V prosinci roku 1799 onemocněl a odebral se ze svého náchodského zámku do blízkého zámku v Jeleniowě u Lázní Chudoba, kde si u lékaře von Mutia, jehož rodině zámek patřil, vyjednal pobyt. Zde ho navštívila vévodkyně Dorothea s jejich čtyřmi dcerami. 6. ledna roku 1800 sepsal závěť a 13. ledna zemřel. Jeho ostatky byly převezeny do Zaháně a zde pohřbeny v kryptě pod věží Kostela milosti.

### Soukromý život
Petr Biron byl třikrát ženat:
1. 15. 10. 1765 – 15. 5. 1772 s princeznou Karolinou Luisou z Valdeck-Pyrmontu († 1782)
2. 1772 – 27. 4. 1778 (rozvod) s kněžnou Jevdokijí Borisovnou Jusupovovou († 1780)
3. od 6. 11. 1779 s říšskou hraběnkou z kuronské šlechty Annou Charlottou Doroteou von Medem

Potomků se dočkal až z třetího manželství s Doroteou von Medem. Dorotea porodila pět dětí, z nichž se dospělosti dožily čtyři dcery; nejmladší z nich nebyla dcerou Petrovou, ten ji však uznáním otcovství legitimizoval.
- Kateřina Vilemína – manželka vévody Julia Armanda de Rohan-Guéménée, později knížete Vasilije Trubeckého a hraběte Karla z Schulenburg-Vitzenburgu, milenka knížete Metternicha; v Čechách je známa jako paní kněžna z Babičky Boženy Němcové
- Marie Luisa Paulina – manželka knížete Fridricha Heřmana z Hohenzollern-Hechingenu
- Johanna Kateřina – manželka knížete Acarenza, Františka Pignatella de Bellmonte
- Dorotea – manželka vévody Dino, Alexandra Edmunda de Talleyrand-Périgord a později dlouholetá milenka a posléze dědička jeho strýce Charles Maurice de Talleyrand-Périgord; podle některých indicií existují dohady o tom, že mohla být matkou Boženy Němcové.

## Odraz v umění
Český spisovatel Alois Jirásek postavil svým románem Na dvoře vévodském Petru Bironovi literární pomník. Vévoda je zde představen jako dobrotivý a starostlivý pán svých poddaných, současně je působivě vykreslen život na náchodském zámku v létě roku 1799 a ve vzpomínkách a vyprávěních vévodových příbuzných i celkový obraz vévodův.